# Chendytes lawi
Chendytes lawi es una especie extinta de ave anseriforme de la familia Anatidae de hábitos no voladores y del tamaño de un ganso, en su momento común en la costa de California, Archipiélago del Norte (Islas del Canal), y posiblemente en el sur de Oregón. Sus alas reducidas no le permitían volar, aunque se supone que podían resultar de ayuda en el buceo de manera similar al alca gigante. Vivió durante el  Pleistoceno, extinguiéndose a mediados del Holoceno. Aparentemente su extinción tuvo lugar alrededor de 450–250 a. C. La datación directa por radiocarbono de un fragmento de hueso de un Chendytes más próximo a nuestros días es de alrededor de 770–400 a. C., y fue encontrado en una excavación arqueológica de un asentamiento en Ventura County. Sus restos se han encontrado en depósitos fósiles y en excavaciones arqueológicas de asentamientos costeros tempranos. Datos arqueológicos de la zona costera de California muestran una explotación humana de Chendytes lawi durante al menos 8.000 años. Las causas probables de su extinción fueron la caza, depredación animal, y pérdida de hábitat. No existe en el registro arqueológico de Norteamérica ningún caso de explotación humana de ningún género de megafauna que se aproxime remotamente en extensión temporal a la de Chendytes.